# Синдром другог удара
Синдром другог удара (СДУ)  је патолошка манифестација повезана са појавом другог потреса мозга у периоду од неколико сати или дана након прве епизоде можданог удара. Клиничка слика је обично тешка и карактерише је нагли пораст интракранијалног притиска, што може довести до коме и смрти.
СДУ је најчешћи у догађајима који се углавном дешава у контактним спортовима (бокс, фудбал, рагби, скијање, итд.).  
Лекари хитне помоћи требало би да буду свесни овог синдрома и да обавезно саветују пацијентима, тренерима и њиховим родитељума  да у случају потреса мозга одмах обуставе активност на недељу дана од појаве симптома. Када ће спортисти моћи да се врате у игру, неопходна је одговарајуће праћење и процена пацијената са СДУ од стране спортског лекара или лекара специјалисте ако је то потребно.

## Историја
Контроверзни термин, синдром другог удара, први су описали Saunders и Harbaugh1984. године.
Синдром је и даље контроверан јер је  толико редак да је чак и учесталост његовог појављивања под знаком питања. Од 1980. до 1993. године Национални центар за истраживање катастрофалних спортских повреда у Чепел Хилу, Северна Кореја, идентификовао је 35 вероватних случајева међу играчима америчког фудбала.

## Општа разматрања и супротстављени ставови
Иако није јасно дефинисан, синдром другог удара (СДУ) најчешће описује појаву брзог церебралног едема након друге повреде главе која се задобије док се особа још увек опоравља од симптома изазваних претходним потресом мозга.  Такође је сугерисано да индиректне повреде главе, на пример изазване траумом грудног коша које могу да пренесу силе на главу, могу изазвати СДУ.  
Контроверзно је да ли СДУ заиста постоји или не, делимично због његове двосмислене дефиниције и недостатка поткрепљујућих доказа. 
Даље истраживање је неопходно да би се боље разумео СДУ јер је тешко разликовати утицај накнадне повреде од примарне повреде и утврдити који су фактори одговорни за фаталне ефекте који се јављају код СДУ.  
Због недостатка карактеризације, СДУ тренутно није признат од стране Светске здравствене организације (СЗО) и нема свој јединствени МКБ-10 код.  
Како је реалност СДУ неизвесна, а његова појава  веома ретка, препознавање потенцијалног стања је важно јер се показало да је повезано са стопама морталитета и морбидитета у распону од 50-100%.

## Епидемиологија
Учесталост синдрома другог удара је непозната, јер се ради о ретком, често и контроверзном постојању овог стања са врло мало случајева потврђених у медицинској литератури.  Према диоступним подацима из Сједињених Америчких Државе ова земља има далеко више пријављених случајева синдрома другог удара на глобалном нивоу.
Најчешће погођени пацијенти СДУ укључују младе одрасле и адолесценте узраста од 16 до 19 година.  Адолесценти који задобију повреду главе која остане непрепозната могли би се изложити већем ризику због ефеката дужег и дифузнијег  отока мозга  који се јавља у њиховом телу.[41] Мозак адолесцената је 60 пута осетљивији на компоненте метаболичке ланчане реакције која се јавља након трауме, што резултује  дифузнијим церебралним отоком.[41] Након почетног потреса мозга, деца и младе одрасле особе имају већу вероватноћу да ће развити СДУ у прве две недеље.
У атлетици, осетљива популација укључује оне који учествују у контактним спортовима као што су амерички фудбал, бокс и хокеј. У периоду од 1980. до 1993. године, забележено је 35 случајева СДУ повезаних са америчким фудбалом (17 случајева је потврђено аутопсијом или операцијом и магнетном резонанцом, а за 18 случајева је утврђено да су вероватно повезани са СДУ).  
Како се почетна траума се често не пријављује, то додатно отежава утврђивање колико често се синдром јавља.  Преваленција непријављене трауме је честа, на шта указује једна студија која је показала да је 25% спортиста сматрало да потрес мозга захтева губитак свести.  Студија Саливана и сарадника открила је да је 83% рагбиста било свесно знакова и симптома потреса мозга, али је само 50% разумело или је било свесно протокола за повратак у игру након повреде. Када су анкетирани тренери, 45% учесника није веровало да је потребно да спортисту треба одмах уклонити из игре након потреса мозга.  У овој анкетираној групи, код 62% је идентификовано правилно лечење након потреса мозга, док је у другим случајевима  због недостатак правилног лечења након потреса мозга долазило до СДУ. 
И директни ударци у главу и ударци у тело могу изазвати субдуралне хематоме, дифузни церебрални едем, субарахноидно крварење и исхемијски мождани удар, све патологије које могу довести до смрти. Према једној процени, синдром убија четири до шест особа млађих од 18 година годишње. Према Центрима за контролу болести у САД, око 1,5 особа умре сваке године од потреса мозга (а у већини ових случајева, особа је претходно добила други потрес мозга).  У присуству синдрома другог удара, стопа смртности је у најбољем случају 50% када дође до дифузног церебралног отока. 
Делимично због лоше документације о почетној повреди и континуираним симптомима у забележеним случајевима,  неки стручњаци сматрају да је стање претерано дијагностиковано, а неки уопште сумњају у валидност дијагнозе.  Због природе удара, валидност може бити доведена у питање јер субдурални хематоми или друге структурне аномалије могу директно утицати на исход. Уз краткорочне последице које се јављају код синдрома другог удара, неправилна нега потреса мозга може довести и до дугорочних последица. То укључује рану појаву деменције или Алцхајмерове болести и рану појаву Паркинсонове болести, док се учесталији губитак вида и ризик од можданог удара могу јавити касније у њиховом животу. 

## Етиологија
Синдром другог удара (СДУ) састоји се од два догађаја:
Први догађај, обично се јавља код спортиста у виду симптома  потреса мозга насталог након повреде главе.
Други догађај, је повреда главе  у року од неколико недеља, или ако је спортиста задобио нову повреду главе када се вратио у игру. Након овог догађаја може доћи до дифузног церебралног отока, херније мозга и смрти. 
Према томе синдром другог удара  може се јавити везано за било која два узастопна догађаја који укључују трауму главе. Иако је реткост, ова врста повреде је поражавајуће јер млади, здрави пацијенти могу умријети у року од неколико минута.

### Фактори ризика
Фактор ризика често је потрес мозга услед почетне трауме главе, која не мора нужно бити јаког интензитета. Слично томе, да би се накнадно покренуо други догађај, довољна је лака траума, или чак изненадни и снажни повратни покрет главе.    
Главни фактор ризика су учешће у контактним спортовима. 
Чини се да су деца и адолесценти подложнији настанку ове патологије него одрасли. 

## Патогенеза
Механизми помоћу којих се успоставља СДУ још нису у потпуности познати.  Верује се да потрес мозга може изазвати поремећај метаболизма и јонског тока, као и регулацију церебралног крвотока и развоја церебралног едем, што може довести до губитка свести, оштећења памћења, дезоријентације и главобоље. Међутим, ауторегулаторни механизми мозга компензују овај механички и физиолошки стрес и штите мозак од масивног отока. Сматра се да се ово постиже акутним ограничавањем церебралног крвотока, што доводи до акумулације лактата и интрацелуларне ацидозе.   Након почетне фазе, долази до стања измењеног церебралног метаболизма које може трајати десет дана, 16 укључујући смањену синтезу протеина и смањени оксидативни капацитет. Екстрацелуларна концентрација калијума може се значајно повећати у мозгу након потреса мозга, праћеног хиперметаболизмом који траје до десет дана. Ово чини мозак рањивијим и подложнијим смрти након евентуалне друге сублеталне повреде која може бити још мањег интензитета.
Ако би други мождани удар следио убрзо након првог, а пре стабилизације првог можданог удар, он би могао да изазвао декомпензацију која би додатно дестабилизовала ситуацију, изазивајући брзо повећање протока крви  и појаву едема,  са последичним повећањем интракранијалног притиска, која у најтежим случајевима може напредовати до хернијације мозга. Пријављено је да у овим случајевима  смрт наступила у року од два до пет минута, обично без времена за стабилизацију или током транспорта спортисте са терена за игру до здравствене установе Ова смрт се може десити много брже од епидуралног хематома.

## Клиничка слика
Симптоми синдрома другог удара у почетку подсећају на оне типичне за потрес мозга, са главобољом, вртоглавицом, астенијом, амнезијом и дефицитом пажње.  Упркос другом потресу мозга, субјект може одмах да настави са активностима, али неуролошка слика има тенденцију да се брзо погоршава проширењем зеница, одсуством покрета очију, губитком свести и застојем дисања.

## Дијагноза
Анамнеза
Детаљна анамнеза је императив и мора се узети од пацијента, ако је у свесном стању, или од сведока. Важне информације укључују механизам повреде, губитак свести, претходне потресе мозга, историју напада, пролазну слабост или парестезије, отежано ходање, инконтиненцију бешике или црева и употребу алкохола или дрога. 
Физички преглед
Темељни општи физички преглед треба обавити са посебном пажњом на неуролошки преглед. 
Сликовни тестови
Ако постоји сумња на озбиљну структурну повреду мозга, потребна је хитна компјутерска томографија главе. Мултислајсни скенер је обично лакши  и осетљивији  за добијање резултата од магнетне резонантне томографије (МРТ) која откриваа акутно интракранијалног крварења и идентификација хируршки реверзибилне повреде.
Компјутеризовану томографију треба обавезно применити због интрапаренхимског, екстра-аксијалног, интравентрикуларног или субарахноидалног крварења, дифузног церебралног отока који се манифестује губитком сиво-белог споја и померања средње линије.
Консултације
У случају анатомске абнормалности, потребно је консултовати неурохирурга. 

## Терапија
Лечење мора бити хитно и заснива се на интубацији и давању лекова који регулишу осмозу, као што је манитол (иако, нема довољно података о ефикасности прехоспиталне примене манитола.) .  
Недавна литература сугерише да је хипертонични физиолошки раствор права алтернатива манитолу или да се он може користити у иначе рефракторној интракранијалној хипертензији. Подаци о безбедности хипертоничног физиолошког раствора у лечењу интракранијалне хипертензије су веома ограничени, а ефикасност и трајање снижавања интракранијалног притиска је тешко предвидети.
Хируршки третман може бити неопходан,  али он није увек и коначни облик лечења.

## Превенција
Спортисти треба да буду уклоњени са игре након сумње на повреду главе, чак и када показују само благе симптоме потреса мозга, и не би требало да се врате у игру док их не процени медицински стручњак.
Предузимање превентивних корака како у заштити главе тако и у препознавању почетне повреде су крајњи начини да нека особа настави да ужива у спортским активностима, док истовремено спречава синдром другог удара.
На крају, крајњи начин да се спречи синдром другог удара је да се спречи било какав потрес мозга. У активностима високог ризика као што су спортови са ударцима или активности на точковима (као што су вожња бицикла или скејтборда), спортисти би требало да  носе кацигу која добро пристаје за активности којима се баве.
За спортове као што су фудбал и рагби, неопходно је увежбавати безбедне и исправне технике за хватање у коштац са противником и друге облике директног контакта. 
Да би се избегао синдром другог удара током вожње у моторном возилу, обавезна  је употреба појаса или помоћног седишта са појасем за децу која одговарају узрасту и величини детета.

## Прогноза
Стопа морталитета од СДУ је око 50%.  Скоро сви преживели са СДУ касније током живота пате од трајних неуролошких оштећења. 